# Śmiałe marzenia
Śmiałe marzenia – trzecia część cyklu powieściowego Jane Austen XXI wieku autorstwa Rosie Rushton.

## Wzorzec
Książka jest adaptacją powieści Emma autorstwa Jane Austen.

## Treść
Emma Woodhouse zamierza pracować wraz z Lucy Taylor w Donwell Abbey – hotelu w South Downs. Niestety, Lucy jedzie do nadmorskiego ośrodka sportowego, gdzie ma być instruktorką pływania. Emma zamierza znaleźć koleżankę, a którą będzie mogła tam pracować. Wybór pada na Harriet Smith. Dziewczyna zgadza się na prace tam, ale na początku nie jest zachwycona propozycją, ponieważ zamierzała pracować w oceanarium, gdzie pracuje jej ukochany, Rob.
Dziewczęta przychodzą do pracy i spotykają tam Theo Eltona, przyjaciela George’a, który zajmuje się stroną internetową Donwell Abbey. Emma jest zaskoczona tym spotkaniem, a George wyjaśnia jej, że namówił chłopaka na pracę, ponieważ rzuciła go dziewczyna. Panna Woodhouse od razu zamierza wyswatać go z Harriet. Nie udaje jej się to mimo tego, że Theo spędza dużo czasu z Harriet. Na jednej z imprez, na której gra Pęknięty bambus, Theo porywa Emmę w ramiona i całuje. Oburzona dziewczyna od razu policzkuje go, a następnie oświadcza mu, że chodzi jej o to, aby Harriet była z nim szczęśliwa. Theo oburzony jej reakcją, obraża Emmę i nazywa despotką. Po paru dniach znajduje on sobie nową dziewczynę, Mirandę, która jest reporterką plotkarskiego magazynu Cheerio!.
Ojciec Emmy, Tarquin Tee (jego pseudonim estradowy, gdy występował jako gwiazda rocka w latach 70. XX wieku) narzeka na to, że córka za dużo wydaje na ubrania i drogie torebki. Ta wyjaśnia mu, że jej ubrania są od najlepszych projektantów na świecie. Tarquin prowadzi program proekologiczny Zielono mi i przeprowadza eksperyment z podziemnymi domkami, które nazwał "Domkami Teletubisiów".
Do Lily przyjeżdża jej kuzyn, Jake, który jest członkiem zespołu Pęknięty bambus. Rzuciła go dziewczyna i jest on trochę załamany. Dziewczyna zajmuje się też swoją mamą i pracuje w kuchni Donwell Abbey. Na przyjęcie urodzinowe Freddiego Lily przychodzi w zielonej sukience strojnej w kokardki i koraliki, co Emma komentuje bardzo złośliwie. Panna Bates obraża się na nią, ale wybacza jej, gdy widzi podłamaną Emmę (sądzi, że to z powodu ich kłótni).
Freddie Churchill postanawia urządzić imprezę urodzinową w Donwell Abbey. Zleca jej przygotowanie Emmie. Przyjęcie ma mieć charakter balu kostiumowego, na który zjedzie się około 50 osób. W międzyczasie, Freddie flirtuje z Emmą i zostaje przyłapany przez Mirandę, gdy się całują. Reporterka robi z tego aferę, ponieważ Churchill jest gejem i porzucił jej dobrego przyjaciela, Jude'a. Na szczęście, Emma wybacza Freddiemu ten incydent, ponieważ sama jest zakochana w George’u.
Po przyjęciu urodzinowym, Emma rozmawia z Harriet. Przyjaciółka zwierza się jej, że jest zakochana w człowieku, który tańczył z nią na balu – George’u. Emma jest załamana wyznaniem przyjaciółki i postanawia zrobić wszystko, aby George zakochał się w niej. Na szczęście, gdy rozmawiają ze sobą, młody Knightley wyznaje jej miłość. Szczęśliwa Emma wyjeżdża z nim na wakacje do Australii, a Harriet wiąże się z Robem.

## Bohaterowie
- Emma Woodhouse – 17-letnia córka gwiazdy rocka. Jest dość despotyczna i lubi mieszać się w sprawy innych ludzi oraz układać im życie po swojemu. Mimo wad, jest miła i pomocna. Zakochana z wzajemnością w George’u Knightley.  Jej matka umarła, gdy Emma była niemowlęciem.
- Harriet Smith – nowa koleżanka Emmy, z którą pracuje w hotelu Donwell Abbey. Chce umawiać się z Robem, ale Emma chce, aby umawiała się z Theo, który jest zakochany w pannie Woodhouse. W końcu rzuca pracę w Donwell i zaczyna pracować w oceanarium.
- Lucy Taylor – przyjaciółka Emmy, dla której dziewczyna znalazła chłopaka. Pracuje w Nadmorskim Ośrodku Sportowym wraz ze swoim chłopakiem, Adamem.
- George Knightley – syn właścicieli Donwell Abbey. Zajmuje się hotelem pod nieobecność rodziców. Jest zakochany w Emmie.
- Max Knightley – właściciel Donwell Abbey.
- Sara Knightley – żona Maxa Knightleya, matka George’a. Zajmowała się Emmą i Beą, jakby były jej córkami.
- Bea Woodhouse – siostra Emmy. Ma 21 lat.
- Tarquin Tee – ojciec Emmy i Bei. Był gwiazdą rocka, a aktualnie zajmuje się ekologią. Prowadzi proekologiczny program.
- Theo Elton – przyjaciel George’a. Pracuje w Donwell Abbey, ale odchodzi po tym, jak Emma odrzuca jego względy.
- Freddie Churchill – model. Pracuje dla wielu znanych marek odzieżowych. Jest gejem, ale chce to ukryć przez spotykanie się z Emmą. Przyrodni brat Adama.
- Jake Fairfax – jeden z członków zespołu Pęknięty Bambus. Kuzyn Lily. Jest gejem.
- Lily Bates – kucharka w Donwell Abbey. Zajmuje się swoją mamą.
- Jude Law – były chłopak Freddiego.
- Caroline Campbell – była dziewczyna Jake’a  Fairfaxa.
- Simon Wittering – namolny kolega Emmy, który chciał się z nią umówić.
- Serena Middleton-Hyde – koleżanka Emmy.
- Chelsea Finch – koleżanka Emmy.
- Tabitha Baxter – koleżanka Emmy.
- Angus MacKenzie – chłopak Sereny.
- Verity Price – była dziewczyna Theo Eltona.
- Adam – chłopak Lucy, z którym wyswatała ją Emma. Pracują razem w Nadmorskim Ośrodku Sportowym.
- Luigi – kucharz w Donwell Abbey.
- Rob – ukochany Harriet. Pracuje w oceanarium.
- pani Bates – matka Lily.
- pani Palmer – kucharka w Donwell Abbey. Gotuje tradycyjne, angielskie potrawy, czego nie toleruje Luigi.
- Ravi – jeden z członków zespołu Pęknięty bambus. Jest zakochany w Lily.
- Dylan – członek zespołu Pęknięty bambus.
- Miranda – reporterka z magazynu Cheerio!. Nowa dziewczyna Theo.